# Jay Needham
Jay Charles Needham (Fort Worth, 30 settembre 1984) è un ex calciatore statunitense, di ruolo centrocampista.